# Quitón

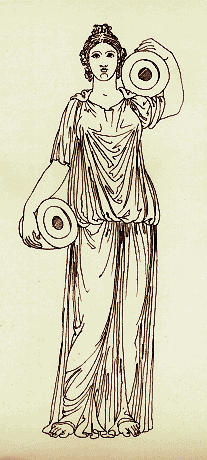
Mujer con quitón.

El quitón (del griego χιτών), también denominado chitón o jitón, es una prenda de vestir de la antigua Grecia. Era semejante a una túnica usada tanto por hombres como por mujeres con prenda interior. Se desconoce si debajo del quitón se llevaba otra prenda, como una camisa.
Consistía en una pieza de tela de forma rectangular, y se colocaba alrededor del cuerpo: para sacar el brazo derecho por el lado cerrado se practicaba una abertura. Sobre el hombro izquierdo se ataban los dos extremos del lado abierto, mediante fíbulas. En el lado izquierdo la abertura dejaba al descubierto hasta el muslo, debajo del cual se prendía el quitón con un alfiler o se cosían las puntas.

Forma de colocación del quitón dórico

Al principio era más corto y confeccionado en lana el conocido como quitón dórico, que carecía de mangas.  Posteriormente, el conocido como quitón jónico —ya en la antigua Atenas— evolucionó siendo más largo y elegante y fabricado en lino. Ganó entonces en amplitud para llevarse con un cinturón o una cinta en torno a las caderas. La parte inferior se podía alargar, estirándola por debajo del cinturón, o acortar estirándola por encima. Más tarde, en época de Pericles, los atenienses adoptaron de nuevo el quitón corto dorio.
Las mangas, que frecuentemente se cosían al quitón, podían cubrir hasta las muñecas, o únicamente la parte alta de los brazos. El quitón con mangas largas lo lucen Escirón y Bóreas en la Torre de los Vientos de Atenas.

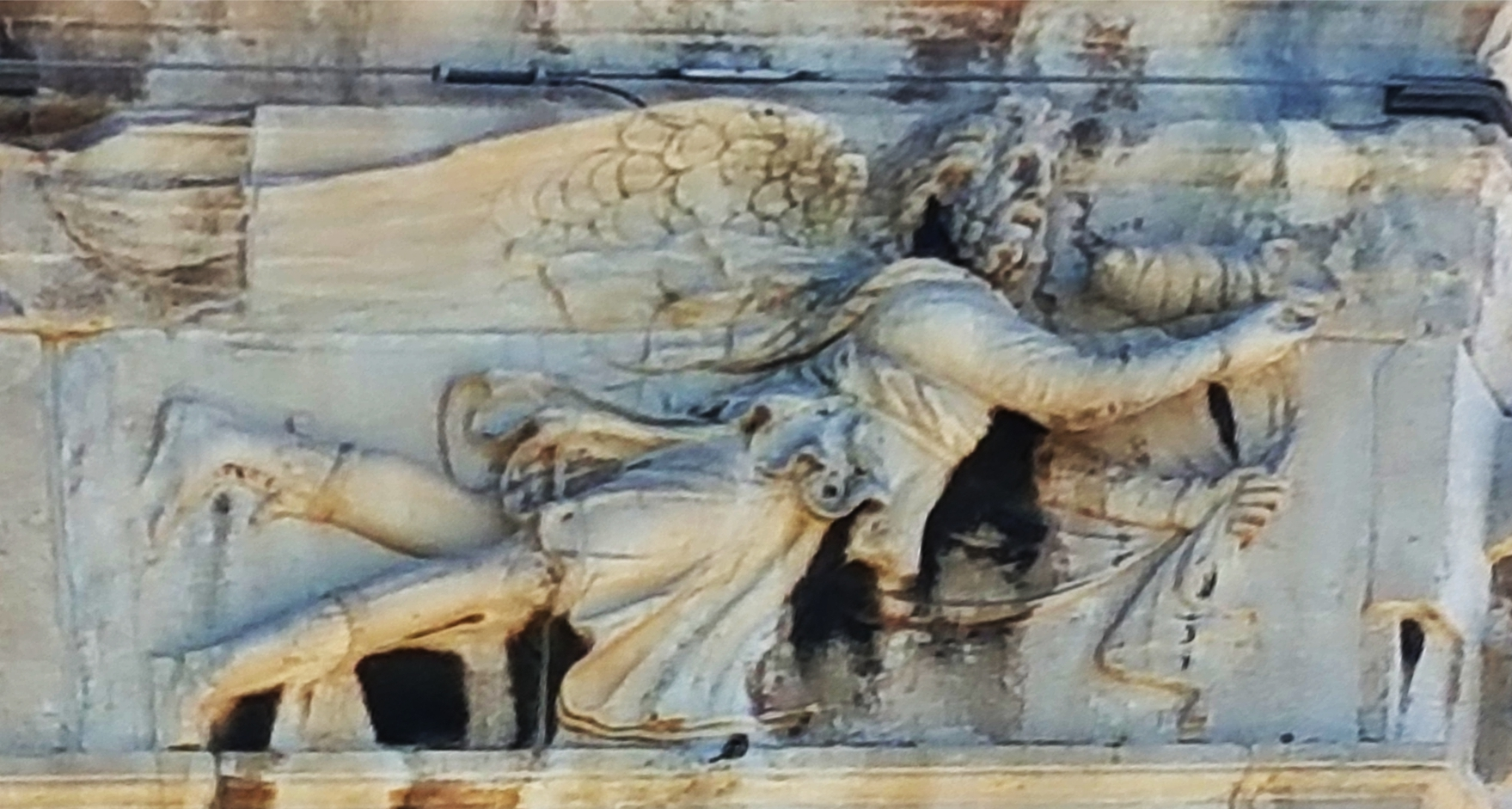
Bóreas representado con un quitón de mangas largas en la Torre de los Vientos.

El quitón de manga corta solían llevarlo los niños y las mujeres, como se aprecia en las representaciones artísticas. El quitón sin mangas era el distintivo de los ciudadanos libres. Según los escritos, los artesanos y esclavos vestían quitón con ambos brazos al descubierto, al igual que la mitad del pecho.
En los hombres podía cubrir la pierna hasta mitad del muslo o descender hasta el pie. Se podía adornar con dibujos geométricos para los días festivos y ser llevado con un pallium (un tipo de abrigo). Cuando dejaba libre los dos hombros, se podían distinguir los hombres libres del resto.
Las mujeres lo llevaban largo. Con la aparición del lino, sustituyó progresivamente al peplo de lana, del que se diferenciaba en que no volvía a caer en pliegues sobre el pecho y se llevaba ahuecado sobre la cintura gracias a un cinturón.
En las Kore de la Época Arcaica, se aprecia que visten quitón largo, además del himatión.